# 34401 Kaibeecher
34401 Kaibeecher è un asteroide della fascia principale. Scoperto nel 2000, presenta un'orbita caratterizzata da un semiasse maggiore pari a 2,6347529 au e da un'eccentricità di 0,0828933, inclinata di 3,77663° rispetto all'eclittica.